# Eusebio Tejera
Eusebio Ramón Tejera Kirkerup (1922. január 6. – 2002. november 9.) világbajnok uruguayi labdarúgó, hátvéd.

## Pályafutása

### Klubcsapatban
1941–42-ben a Bella Vista, 1943–44-ben a montevideói River Plate, 1945 és 1949 között a Nacional, 1950-ben a kolumbiai Cúcuta Deportivo, 1951 és 1955 között a Defensor Sporting labdarúgója volt. A Nacional együttesével három bajnoki címet szerzett.

### A válogatottban
1945 és 1954 között 31 alkalommal szerepelt az uruguayi válogatottban és három gólt szerzett. Tagja volt az 1947-es ecuadori Copa Américán bronzérmet szerző csapatnak. Az 1950-es brazíliai világbajnokságon aranyérmes, 1954-es svájcin negyedik lett a válogatott csapattal.

## Sikerei, díjai
Uruguay
- Világbajnokság
  - aranyérmes: 1950, Brazília
- Copa América
  - bronzérmes: 1947, Ecuador

 Nacional
- Uruguayi bajnokság
  - bajnok (3): 1946, 1947, 1948